# Bezirk Königinhof an der Elbe
Der Bezirk Königinhof an der Elbe (tschechisch Okresní hejtmanství Dvůr Králové nad Labem) war ein Politischer Bezirk im Königreich Böhmen. Der Bezirk umfasste Gebiete in der nordböhmischen Region (Královéhradecký kraj) im Okres Náchod bzw. im Okres Trutnov und ist nach der Stadt Königinhof an der Elbe (Dvůr Králové nad Labem) benannt. Das Gebiet kam nach dem Ersten Weltkrieg zur Tschechoslowakei und ist seit 1993 Teil Tschechiens.

## Geschichte
Die modernen, politischen Bezirke der Habsburgermonarchie wurden 1868 im Zuge der Trennung der politischen von der judikativen Verwaltung geschaffen.
Der Bezirk Königinhof an der Elbe wurde 1868 aus den Gerichtsbezirken Königinhof an der Elbe (tschechisch soudní okres Dvůr Králové nad Labem) und Jaroměř (Jaroměř) gebildet.
Im Bezirk Königinhof an der Elbe lebten 1869 57.695 Personen, wobei der Bezirk ein Gebiet von 7,0 Quadratmeilen und 81 Gemeinden umfasste.
1900 beherbergte der Bezirk 64.483 Menschen, die auf einer Fläche von 375,86 km² bzw. in 86 Gemeinden lebten.
Der Bezirk Königinhof an der Elbe umfasste 1910 eine Fläche von 375,86 km² und eine Bevölkerung von 69.791 Personen. Von den Einwohnern hatten 51.260 Tschechisch und 18.017 Deutsch als Umgangssprache angegeben. Weiters lebten im Bezirk 514 Anderssprachige oder Staatsfremde. Zum Bezirk gehörten zwei Gerichtsbezirke mit insgesamt 86 Gemeinden bzw. 89 Katastralgemeinden.